# 張佶 (馬楚)
張佶（？—928年），長安人，五代十国时马楚政治人物。
張佶最初是宣州幕僚，因不喜歡觀察使秦彥為人而棄官；到蔡州時秦宗權留下他擔任行軍司馬。他向忠武軍將領劉建鋒說：「秦宗權兇猛但猜忌，很快就會滅亡，部下也不能避免。」劉建鋒害怕，和張佶結交。之後張佶於孫儒軍中擔任指揮使，孫儒敗亡後士兵推舉劉建鋒出任節度使；不久陳贍誅殺劉建鋒，群眾推舉張佶為帥，但入府前他乘馬，被馬咬傷大腿受傷卧床。他在床上對諸將領表示他不是眾人領袖，推立英勇的馬殷為帥，於是各將領殺陳贍，在邵州迎立馬殷。
馬殷到常州，張佶乘轎子入府，馬殷在庭中参拜他；張佶則召隨馬殷，率將吏在北面再拜馬殷，表示馬殷取代了他擔任領袖。其後馬殷上奏升朗州為永順軍，奏表他擔任永順軍節度使，他在任內去世。
子张少敌。

## 延伸阅读
[在维基数据编辑]
 《舊五代史·卷17》，出自薛居正《舊五代史》